# 鲤城街道
鲤城街道是中国福建省莆田市仙游县下辖的一个街道，在历史上一直是仙游县城的所在地。其总面积为38km²，总人口约8.3万，常住人口约7.8万（2011年）。

## 区划沿革
鲤城街道在历史上一直属于仙游县。
唐朝时设清源县（今仙游县前身），今鲤城街道为清源县城。
宋朝时，清源县改名仙游县，其设4乡26里。
明清时，鲤城街道属功建里。
民国28年（1939年），鲤城街道被民国设立的第一区管辖。后第一区于1941年被撤，原第一区管辖区域被新设立的县直属区署管辖。
民国31年（1942年），撤裁区署，所有乡镇归仙游县直接管辖。
民国33年（1944年），鲤城街道归中山镇管辖。
1949年，仙游县被中华人民共和国政府接管。同年，全县被整编为9个区，鲤城街道属第一区（城关）。
1955年，第一区遭撤销，原第一区改编为镇，称城关镇。
1958年，仙游县撤销区镇，设立人民公社，原城关镇所辖乡街归属城关人民公社。1964年，城关人民公社被划出6个街，成立城关镇。
1983年，城关镇改名鲤城镇。
2002年，鲤城镇被撤销，设立鲤城街道。

## 下辖地区
鲤城街道下辖以下地区：
木兰社区、城内社区、十字社区、洪桥社区、南桥社区、仙糖社区、坝垄社区、龙泉社区、东门社区、北宝峰社区、玉井社区、万福社区、来洋社区、蜚山社区、金井社区、白塔社区、富洋村。

## 地理

### 地理位置
鲤城街道地处仙游县中南部平原，东通榜头镇，东南、南与鲤南镇隔溪相望，西与大济镇接壤，西北与书峰乡毗邻。街道办事处驻木兰社区新西桥大坪口，行政区域面积38平方千米。

### 地形地貌
鲤城街道地处木兰溪中游河谷盆地，地势北高南低，北部以低丘为主；南部为河谷盆地，海拔一般在50—60米，地表平坦开阔，是城区人口的集聚地。

### 气候
鲤城街道属亚热带海洋性季风气候。其特点是四季分明、雨量充沛，季风气候显著。多年平均气温20.2℃，无霜期达313天，年均降水量1550.4毫米。良好的气候条件，适宜种植水稻、甘薯等作物及龙眼等果树。

### 水文
鲤城街道境内河流属木兰溪水系，有木兰溪中游干流流经，总长度6千米。

### 自然资源
鲤城街道境内无矿藏，其他自然资源有林地面积1401.7公顷，生态公益林面积557.5公顷，经济林480.5公顷；森林覆盖率达39.2%。有油杉、榕树、樟树等名贵树种，已挂牌名贵古树8株。

### 自然灾害
鲤城街道主要自然灾害有台风、暴雨、滑坡、泥石流、低温霜冻、雷击等。台风年均发生6次，主要发生在6—10月。